# 106 a. C.
El año 106 a. C. fue un año del calendario romano prejuliano. En el Imperio romano, fue conocido como el año 648 Ab Urbe condita.

## Acontecimientos
- Quinto Servilio Cepión y Cayo Atilio Serrano, son elegidos cónsules de Roma
- Sila captura al rey Yugurta de Numidia, gracias a la traición de Boco I, rey de Mauretania, poniendo fin a la guerra que se inició en 112 a. C.
- Hispania Ulterior: el procónsul P. Licinio Craso lucha contra los lusitanos durante tres años.[1]

## Nacimientos
- 3 de enero: Marco Tulio Cicerón, escritor, político y orador romano.
- 29 de septiembre, Cneo Pompeyo Magno político y general romano.